# Jebenhausen
Jebenhausen (335 m ü. NN) ist seit 1939 ein südlicher Vorort und Stadtbezirk von Göppingen. Als Wappen ist ein weiß-blauer Krug auf blau-weißem Hintergrund dargestellt.

## Geographie
Durch Jebenhausen fließt der Pfuhlbach, ein zufließender Bach der Fils. Dieser wird wiederum durch den Tintenbach (rechts) und den Heimbach (links) gespeist. Westlich des Ortskerns befindet sich der Baronenwald, an dessen Ostrand sich der Jebenhäuser Friedhof und der TV-Sportplatz befindet. Östlich grenzt der zur Kernstadt Göppingen gehörende Wald Eichert an, aus welchem der prägnante 52 m hohe Wasserturm aus Beton ragt, an dessen Fuß sich ein Wildtiergehege befindet. Es grenzen im Nordosten die Stadt Göppingen, im Nordwesten der Göppinger Ortsteil Faurndau, im Westen der Uhinger Ortsteil Sparwiesen, im Süden der Göppinger Ortsteil Bezgenriet und im Südosten der Ort Heiningen an.

## Geschichte
Der Ort wird erstmals schriftlich als Iebenhausen in einer 1206 ausgestellten Urkunde des von den Staufern gegründeten Prämonstratenserklosters Adelberg erwähnt. Ab dem Jahr 1467 waren die Freiherren von Liebenstein alleinige Ortsherren dieses reichsunmittelbaren Reichsdorfs. Statt einer älteren Burg ließ Philipp Albrecht von Liebenstein 1686 in der Talaue ein neues Schloss erbauen. Die Dorfkirche wurde bereits 1506/1507 im spätgotischen Stil errichtet. Beim Wechsel der Ortsherrschaft zum protestantischen Glauben 1559 wurde die Reformation durch Jakob Andreä eingeführt. Bis ins 18. Jahrhundert war Jebenhausen durch den guten Ruf seines Sauerbrunnenbades weithin bekannt. Erst eine Verschüttung der Sauerwasserquelle ergab ein Ende des Kurbetriebes. In der ehemaligen, 1610 erbauten Badherberge befindet sich seit 1970 das Städtische Naturkundliche Museum. 1777 wurde in Jebenhausen eine jüdische Siedlung gegründet. 1806 (Gründung des Königreichs Württemberg) verlor die Familie von Liebenstein ihren Status. Jebenhausen war jetzt ein württembergisches Dorf. 1839 lebten in Jebenhausen neben 615 christlichen 538 jüdische Einwohner. Die jüdische Gemeinde „schmolz“ jedoch durch die Auswanderung nach Amerika und (seit 1848) die Abwanderung nach Göppingen und in andere württembergische Städte bis auf einen kleinen Rest zusammen. 1899 wurde die Synagoge geschlossen und 1905 abgerissen. Am 1. April 1939 wurde Jebenhausen in die Kreisstadt Göppingen eingegliedert. Die Industrialisierung machte aus Jebenhausen ein Arbeiterdorf. 2006 beging Jebenhausen das 800-jährige Ortsjubiläum.

## Verkehr
Durch Jebenhausen führt von Faurndau (Norden) kommend (als Kreisstraße 1410) die Straße der Staufer, welche in Jebenhausen den Namen Boller Straße führt und weiter in Richtung Bezgenriet (Süden) dann zur Landesstraße 1214 wird. Eine Umgehungsstraße ist in Planung.
Die nächsten Bahnhöfe liegen in Göppingen und Faurndau, beide an der Filstalbahn. Die Buslinien 20 und 21 des Omnibusverkehrs Göppingen verbinden Jebenhausen mit dem Göppinger Bahnhof.

## Sehenswürdigkeiten

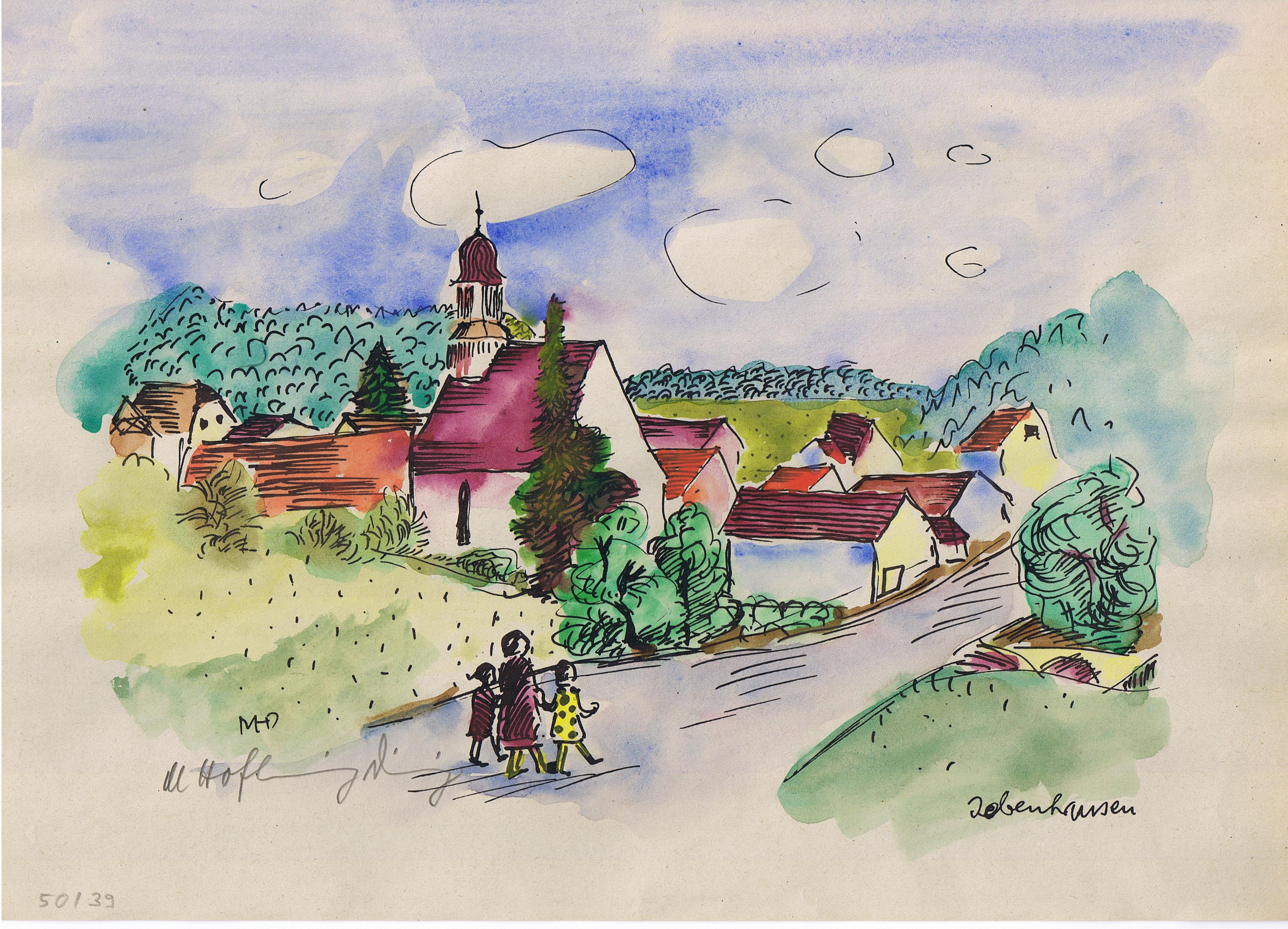
Jebenhausen, Blick auf alte Kirche, 1979

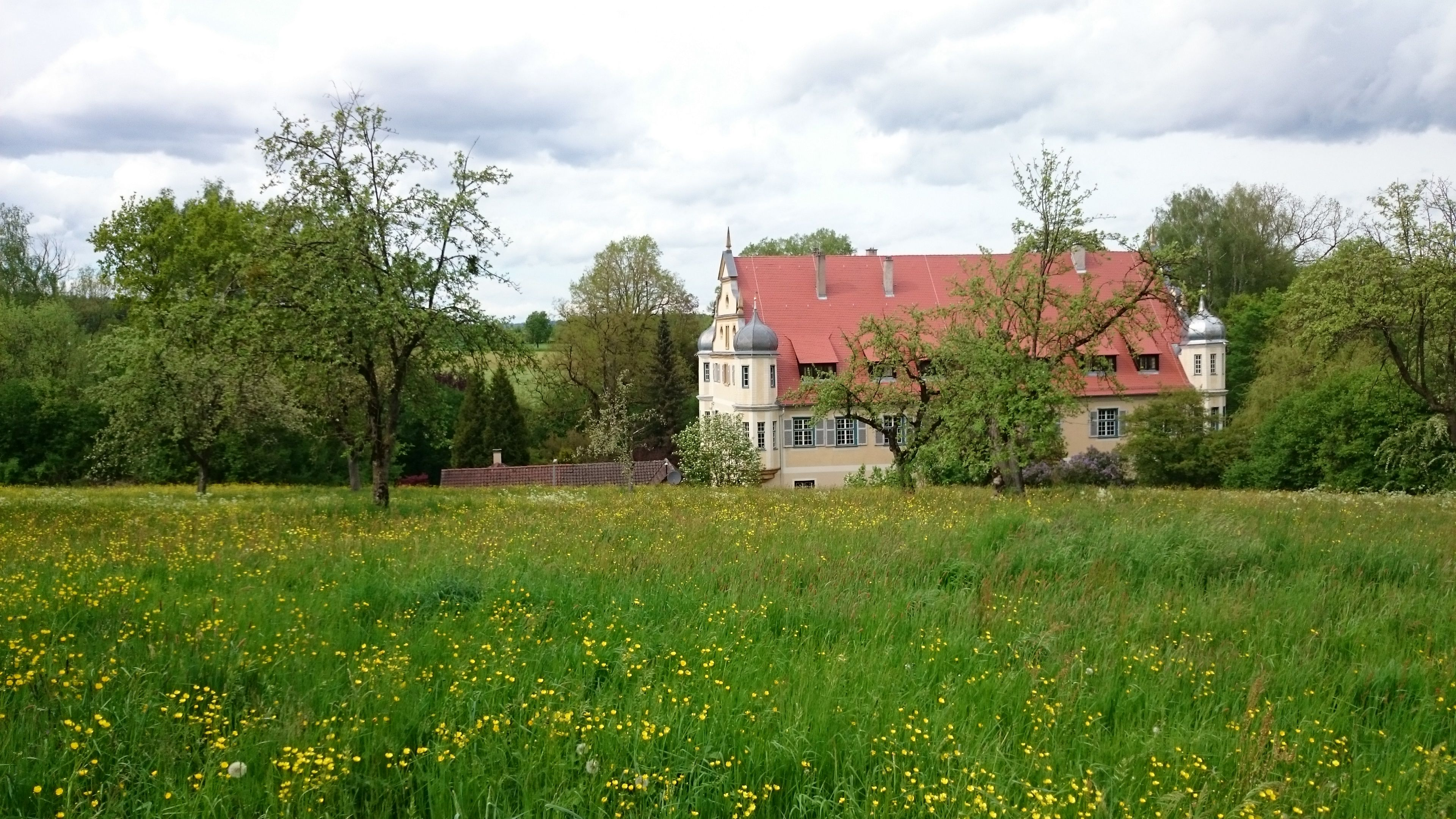
Schloss Liebenstein, 2015

- Im südwestlichen Teil von Jebenhausen befindet sich das Schloss der Freiherren von Liebenstein, welches noch heute von deren Nachfahren bewohnt ist.
- Nicht weit davon an der Boller Straße kurz vor dem Ortsende in Richtung Bezgenriet befindet sich das ehemalige Badhaus und daran grenzend die ehemalige Badherberge. Diese beherbergt heute das Städtische Naturkundliche Museum[2] mit vielen Versteinerungen und Ausgrabungen aus der näheren Umgebung und den nur für Jebenhauser kostenlosen Sauerbrunnen. Seit 2006 ist des Naturkundemuseum Göppingen Infostelle des UNESCO Geoparks Schwäbische Alb. Ausgestellt ist ein Teil der ehemaligen Sammlung des Theodor Engel.
- Der Hauptstraße folgend links ist das Jüdische Museum,[3] welches bis 1966 die alte evangelische Kirche war und 1992 eröffnet wurde. Aus der Bauzeit in der Spätgotik (Fertigstellung 1506 als Philippus- und Jakobuskirche) stammen die drei Maßwerk-Südfenster und das turmförmige Sakramentshaus. Epitaphe und Grabmale der Ortsherrschaft, die Kanzel und eine Dreiseiten-Empore prägen auch heute noch in der modernen Ausstellungskonzeption den Raum.
- Weiter folgend rechts der neu errichtete Dorfplatz mit dem Dorfwappen, historisches Waaghäusle und saisonal dem Maibaum. Direkt an diesen Dorfplatz grenzt die Blumhardtgrundschule.
- Im neueren Ortsteil auf halber Hanghöhe befindet sich die neu restaurierte Wasenhalle, welche als Mehrzweckhalle für Feste, Feiern, Tierschauen, Musik- und Theatervorführungen genutzt wird.
- Im Norden am Ortsrand von Jebenhausen befindet sich das Waldeckfreibad mit angrenzenden Naturschutzgebiet und Bärlauch-Plantage, dem unter Naturschutz stehenden Waldecksee und dem Waldeckhof.
- Südlich vom Freibad grenzt das Gebäude der früheren Waldeckschule (Haupt- und Werksschule, die 2010 geschlossen wurde) an, neben welcher der Jüdische Friedhof liegt. Direkt im Ortskern liegen die beiden Kirchen:
- Bruder-Klaus-Kirche (katholisch) und
- Jakob-Andreae-Kirche der Evangelischen Kirchengemeinde Jebenhausen[4] im Kirchenbezirk Göppingen. Sie wurde von Architekt Heinz Rall geplant und 1966 eingeweiht.[5] Zwei Jebenhäuser Künstler trugen zur Gestaltung bei: Sigrid von Liebenstein schuf die Betonverglasung aus Dallglas in der Taufnische und die zwei Türen im Portal. Manfred Spang fertigte das Wandrelief (Fischzug des Petrus) und die Relieftafeln an der Emporenbrüstung (Geschichte der Gott-Mensch-Beziehung) an. Unter der Kirche sind im Hanggeschoss Gemeinderäume vorhanden.
- Am westlichen Ortsrand, in Richtung Faurndau, liegt der Kindergarten Villa Wieseneck.
- Trotz der geringen Größe sind in Jebenhausen zwei Sportvereine tätig, mit jeweils eigenen Sportplätzen: am Baronenwald der vom Turnverein Jebenhausen und im Norden jener der Sportfreunde Jebenhausen.

## Persönlichkeiten

### Söhne und Töchter
- Julius Koch (1816–1895), königlich-württembergischer Hof-Früchtehändler, Großvater von Albert Einstein
- Heinrich Sontheim (1820–1912), Opernsänger
- Wilhelm Zwick (1871–1941), Veterinärmediziner und Virologe
- Der Augsburger Textilindustrielle und Kommerzienrat Albert Arnold (1844–1913), Vater von Benno Arnold (1876–1944)
- Robert Bauser (1908–2001), Politiker (KPD)

### Weitere Persönlichkeiten
- Inge Auerbacher (geboren 1934), Chemikerin und Autorin
- Christoph Friedrich Blumhardt (1842–1919), Theologe, in Jebenhausen gestorben
- Anna von Sprewitz (1847–1923), Diakonisse, Ehrenbürgerin, in Jebenhausen gestorben
- Kurt Freiherr von Liebenstein (1899–1975), Generalmajor, in Jebenhausen gestorben